# Tony Harris (Leichtathlet)
Tony Harris (eigentlich Anthony James Harris; * 1. Juni 1941) ist ein ehemaliger britischer Mittelstreckenläufer.
1962 erreichte er bei den Leichtathletik-Europameisterschaften in Belgrad über 800 m das Halbfinale. Für Wales startend wurde er bei den British Empire and Commonwealth Games in Perth jeweils Sechster über 880 Yards und im Meilenlauf.
Bei den British Empire and Commonwealth Games 1966 in Kingston schied er über 880 Yards und über eine Meile jeweils im Vorlauf aus.
1966 wurde er walisischer Meister über 880 Yards.

## Persönliche Bestzeiten
- 880 Yards: 1:48,5 min, 5. August 1964, London (entspricht 1:47,8 min über 800 m)
- 1500 m: 3:46,1 min, 1964
- 1 Meile: 3:58,96 min, 3. Juli 1965, London